# Бережок (боевой модуль)

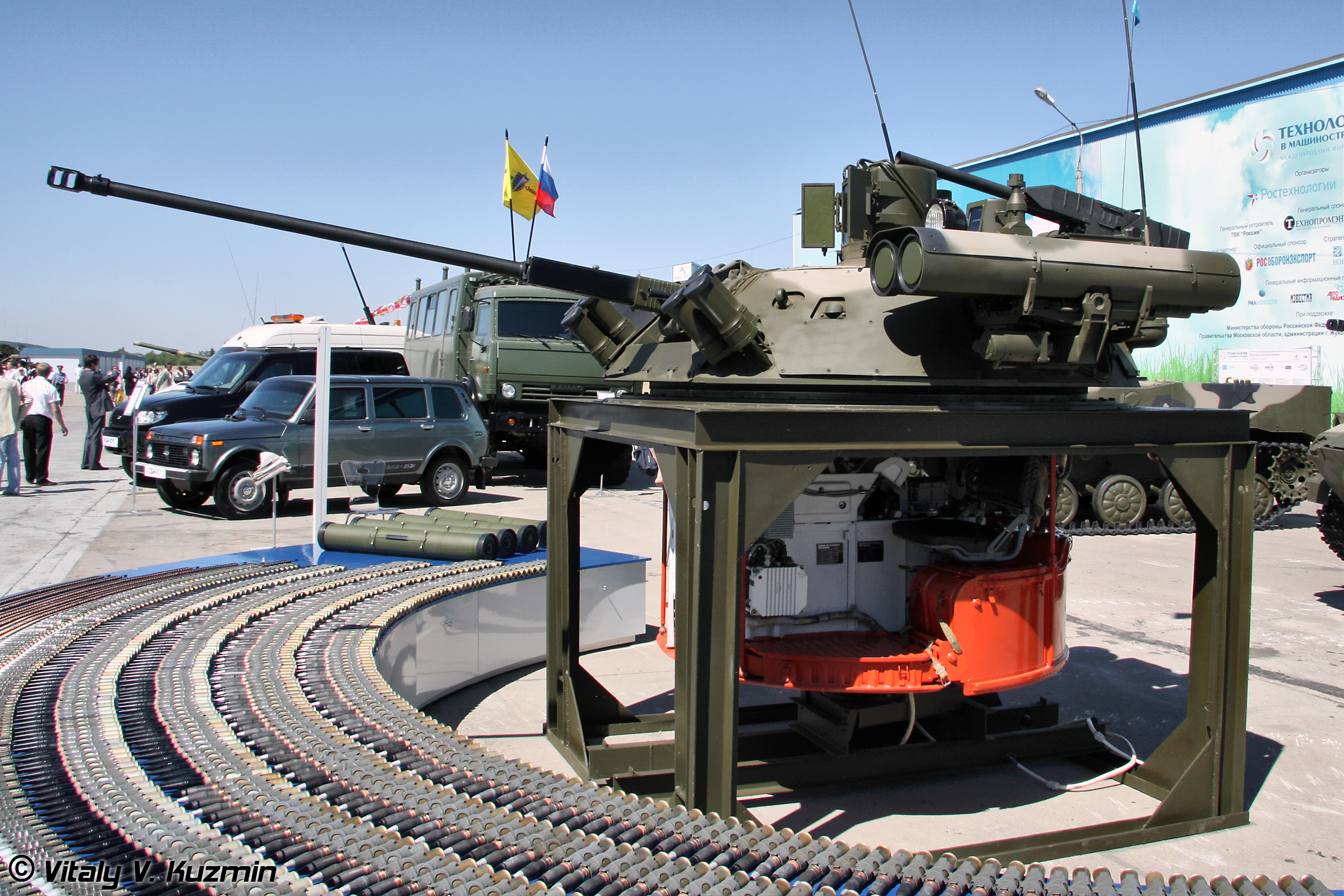
«Бережок» на международном форуме Технологии в машиностроении 2010

«Бережок» (Б05Я01) — российский универсальный боевой модуль (башня с комплексом вооружения и СУО), для боевой машины (БМ), предназначен для модернизации лёгкой бронетехники, такой как БМП-1, БМП-2, а также для оснащения объектов бронетанковой техники отечественного и зарубежного производства типа БМП, БТР и БМД.
Возможна установка на гусеничное шасси устаревших танков для превращения их в БМПТ (так, в ходе подготовки к параду в честь 60-летия независимости Алжира, были продемонстрированы машины местной сборки, представляющие собой боевое отделение «Бережок», установленное на шасси Т-62).

## История
Обновлением конструкции занимаются алжирские предприятия, которые 15 лет назад подписали контракт на ремонт 300 БМП-2. В течение продолжительного времени вооружённые силы Алжира являлись единственными, использовавшими обновленную модификацию — БМП-2М.
В 2020 г. к ней присоединилась и Россия: началась модернизация БМП-2, которые стоят на вооружении с 1980-х годов, при помощи данного модуля. После внедрения комплекса боевые машины пехоты будут иметь возможность вести огонь с суши и водной поверхности в любое время суток. К концу года обновлённые боевые машины получили некоторые соединения ВС России, среди них: 2-я гвардейская мотострелковая дивизия, 90-я гвардейская танковая дивизия, мотострелковые бригады в Оренбургской и Кемеровской областях и 201-я военная база, расположенная в Таджикистане.
После реконструкции вес броневых машин увеличился, и для них потребовался усиленный двигатель. Если на старых моделях использовался агрегат мощностью 300 лошадиных сил, то на новые боевые машины предлагается установить четырёхсотсильный мотор.

## Состав
Комплекс «Бережок» состоит из (в скобках указан боевой комплект):

### Вооружение
- 30-мм автоматическая пушка 2А42 с боекомплектом в 500 снарядов
- 30-мм автоматический гранатомёт АГС-17 в кормовой части башни (300 выстрелов)
- 7,62 мм пулемёт ПКТ (2 000 патронов)
- Управляемое вооружение (4 ПТРК «Корнет»)[2]

### СУО

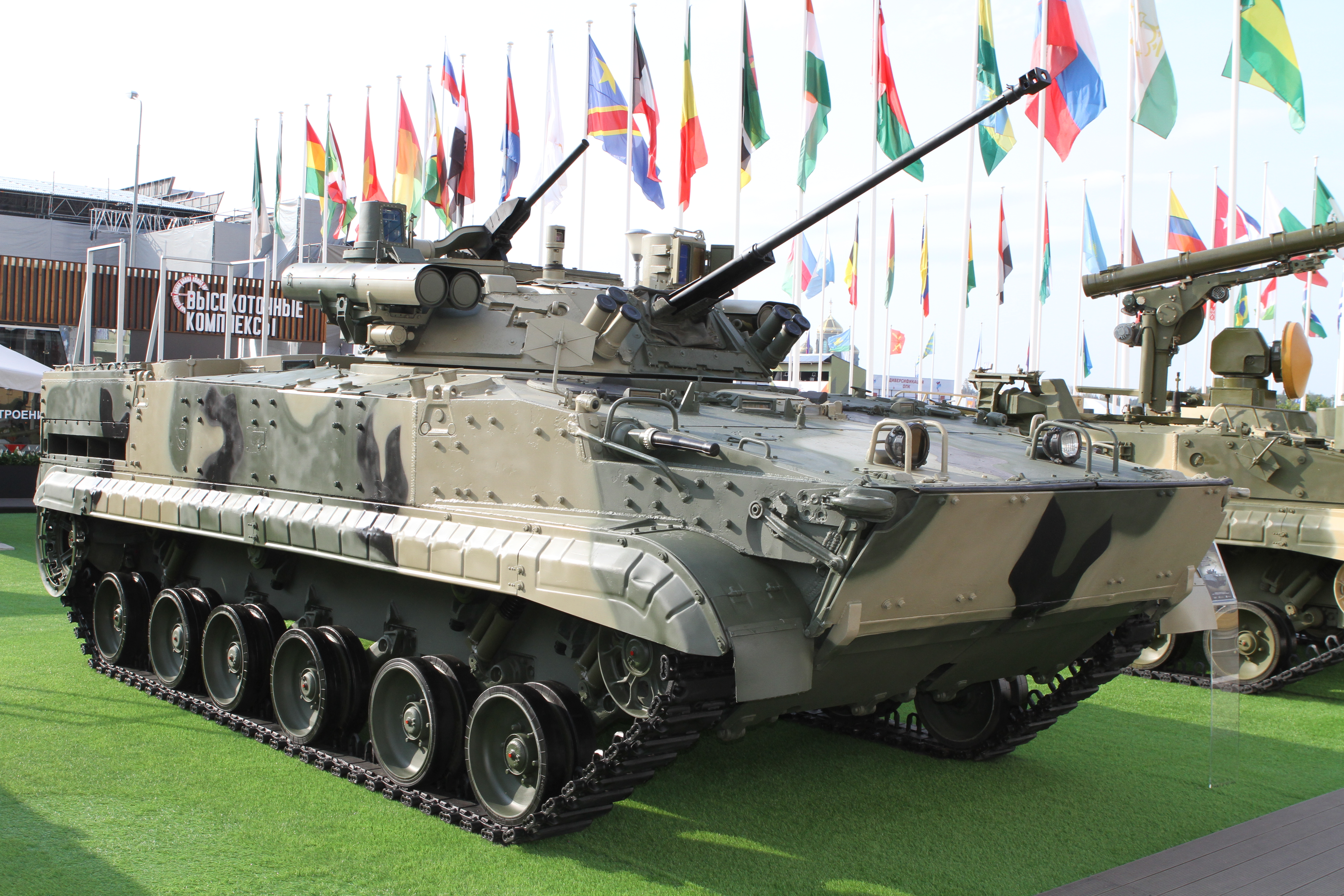
БМП-3 с модулем Б05Я01 «Бережок» на МВТФ «Армия-2021».

- модернизированный прицел наводчика (комбинированный с визирным, тепловизионным, лазерным дальномерным каналами и каналом управления УР)
- прицел командира (панорамный с телевизионным и дальномерным каналами)
- баллистический вычислитель с новой системой датчиков
- двухплоскостной стабилизатор вооружения
- пульт управления командира
- пульт управления наводчика
- блок автоматики
- Р-168-25У-2 или «Акведук» с засекреченной связью, с повышенной защитой к перехвату и дешифровке
- автомат сопровождения целей[3]

## Особенности конструкции
Имеется тренажер для личного состава. Тренажер модернизированного боевого отделения БМП-2 разработан для обучения наводчиков, операторов и командиров боевого отделения БМП-2, включающего комплекс вооружения с системой управления огнем и управляемым вооружением «Корнет-Э», основным методам ведения огня.

## Возможности комплекса

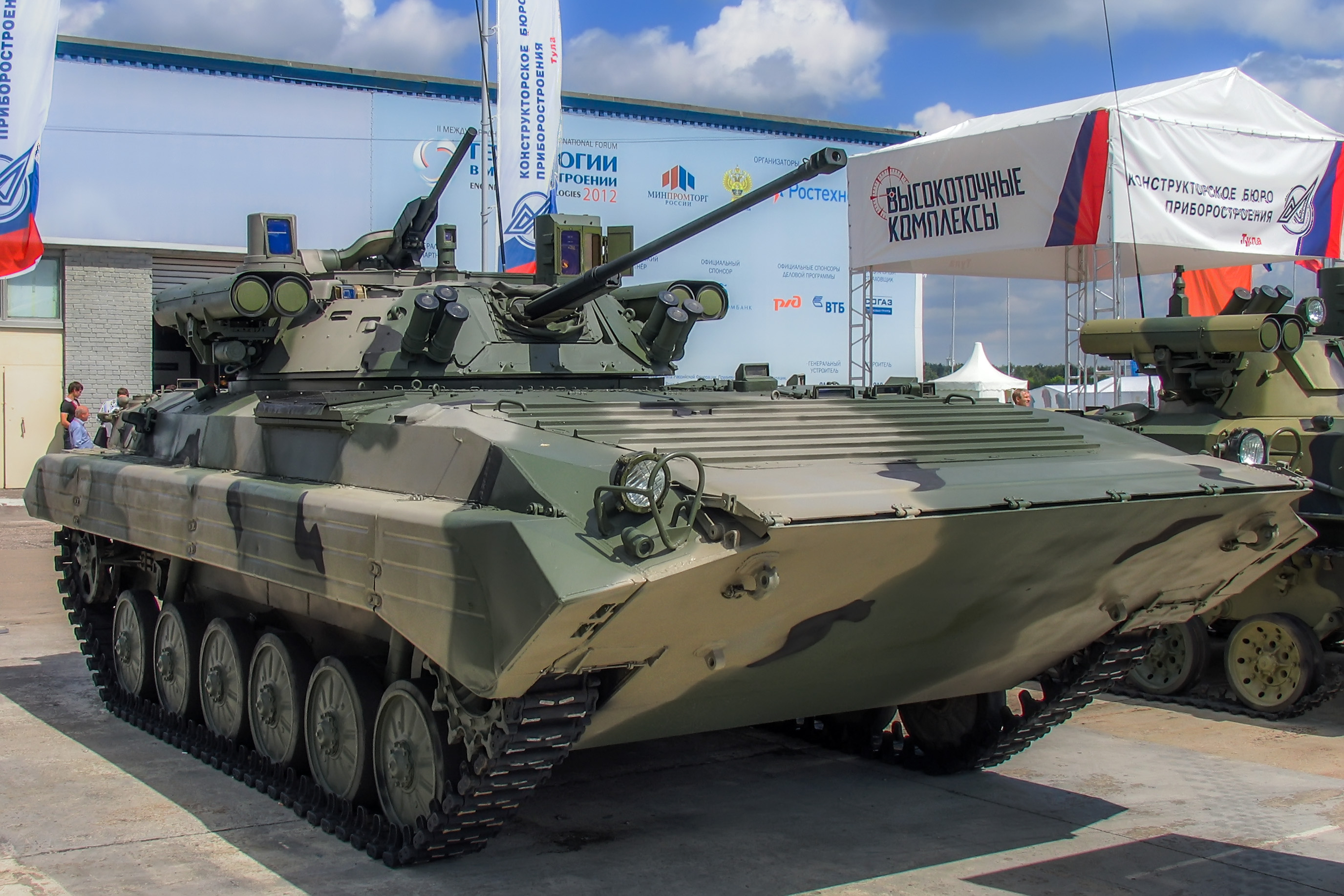
БМП-2М с модулем Б05Я01 «Бережок» на форуме «Технологии в машиностроении-2012».

Перспективы применения модернизированной версии техники значительно расширились за счёт повышения огневой мощи (новая СУО и ПТРК). В сравнении с базовой версией БМП машина получила следующие качества:
- круглосуточность боевого применения (тепловизионный прицел)
- стрельба всеми видами оружия в любое время суток, с места, с ходу, на плаву (стабилизатор вооружения)
- сопровождение целей в автоматическом режиме
- повышение точности ведения огня из пушки всей номенклатурой боеприпасов
- повышение скорострельности ПТУР и безопасности экипажа при перезарядке за счёт увеличения количества ракет
- увеличение дальности обнаружения и опознавания целей
- повышенная эффективность зенитного огня
- поражение современных и перспективных основных танков (ПТУР с тандемной боевой частью (БЧ) и бронепробитием 1200—1300 мм)
- гарантированное поражение танкоопасной пехоты, расположенной в окопах (возможность поражения навесным огнём при помощи АГС)[4]

## Оценка
Комплекс был признан рациональным вариантом модернизации устаревших БМП-2. Новая СУО, панорамный и тепловизионный прицел позволяют выполнять боевые задачи в любых погодных условиях и времени суток, что позволит повысить боеспособность мотострелковых подразделений 2-й гвардейской общевойсковой армии.
После модернизации экипажу уже не требуется вытаскивать пластиковые контейнеры с ПТУР и вручную их устанавливать. Также, для уничтожения особо опасных целей предусмотрен автоматизированный пуск пары ракет с промежутком одна — две секунды.

## Где можно увидеть
Действующие образцы БМП-2М с установленным модулем «Бережок»:
- полигон Алабино (см. Алабино)
- выставочный центр МВТФ «Армия»
- город Кубинка — парк «Патриот»
- военный парад в Москве[7]
- выставочный центр в Тегеране (Иран)